# Marek Štryncl
Marek Štryncl (* 1974 Jablonec nad NisouP) je český violoncellista a dirigent, který vede soubor Musica Florea.
Pochází ze Skuhrova. Studoval Konzervatoř v Teplicích (violoncello a dirigování) a soubor Musica Florea založil již během svých studií v roce 1992. V letech 1994 až 1995 byl koncertním mistrem v Severočeské filharmonii Teplice. Vedle účasti na mnoha interpretačních kurzech (Chinon, Basel, Mainz, Valtice, Praha) studoval dirigování na pražské HAMU a barokní violoncello na Akademii pro starou hudbu v Drážďanech.
Aktivně se věnuje jak hře na violoncello, tak i dirigování, podílel se na provedení projektu Hlasy světla nebo inscenaci opery J. Ph. Rameaua Castor et Pollux. Se souborem Musica Florea natočil řadu CD, mezi poslední patří Braniborské koncerty J. S. Bacha.